# Lambert de Maastricht
Pour les articles homonymes, voir Lambert et Saint-Lambert.
Lambert de Maastricht (ou Lambert de Liège), né probablement à Maastricht vers 636 et mort vers 705 à Liège, est un saint évêque du haut Moyen Âge (de Tongres-Maastricht). Il est le symbole majeur de la principauté ecclésiastique de Liège et est depuis toujours symbole de la ville mosane qu'il a contribué à créer : Liège.

## Famille
On le suppose membre de la lignée des Robertiens, famille aristocratique franque nommée ainsi en raison d'un grand nombre de Robert et à l'origine de la dynastie des Capétiens. Il serait le fils de Robert, comte palatin et chancelier de Clotaire III.

## Biographie
Il est connu comme étant l'un des évangélisateurs du diocèse de Tongres-Maastricht, région qui n'avait connu qu'une christianisation superficielle : dans les villes et pour les élites. Le peuple qui vivait dans les forêts et campagne adorait encore les dieux celtes, principalement Cernunnos et Arduinna, pour lesquels on connaît des survivances contemporaines, notamment dans le culte et l'hagiographie d'un saint proche de saint Lambert : saint Hubert.
Les causes de son assassinat ne sont pas connues avec certitude mais furent probablement liées au contexte politique de l'époque marqué par une passation de pouvoir entre dynastie mérovingienne et carolingienne. Il fut lié personnellement au roi Childéric II à son successeur effectif mais non officiel, le maire du palais Pépin de Herstal.
Au fil du temps les hagiographes de saint Lambert adaptèrent la cause de la mort du saint pour mieux défendre certains idéaux ou simplement pour conformer l'histoire de Lambert à la morale de leurs époques. C'est ainsi que de façon posthume saint Lambert dénonça la liaison extra-conjugale de Pépin avec Alpaïde, historiquement connue puisque Charles Martel en est le fruit, et que cette dénonciation devint le mobile de son assassinat. Cette version, la plus connue, est cependant peu vraisemblable.

## Histoire de saint Lambert

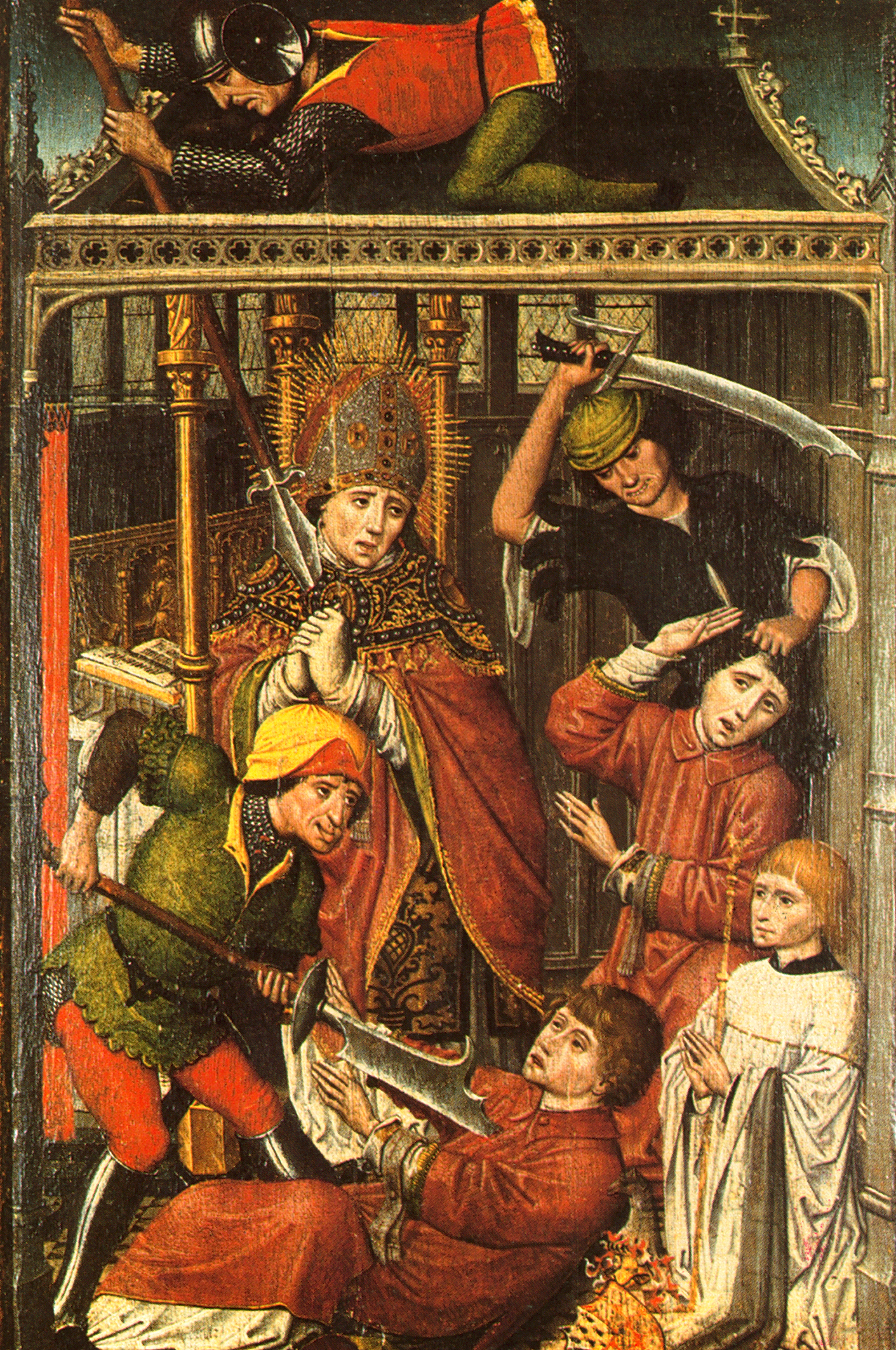
Martyre de saint Lambert.

Lambert naît vers le milieu du VIIe siècle dans une famille noble établie à Maastricht. Maastricht est à cette époque devenu le chef-lieu du diocèse de Tongres-Maastricht qui faisait partie du royaume des Mérovingiens et plus particulièrement de sa partie appelée Austrasie.
Adolescent, Lambert est recommandé par son père à Théodard, évêque de Tongres-Maastricht. Sous sa tutelle, Lambert recevra une éducation à la cour royale mérovingienne.
Lorsque Théodard est assassiné (entre 669 et 675), Lambert est proposé à Childéric II pour occuper le siège épiscopal vacant. Lambert devient alors à la cour un personnage influent, peut-être même l'un des conseillers les plus écoutés de Childéric II.
Mais en 675, le roi est assassiné. Un ancien maire du palais, Ébroïn, que Childéric II avait un jour fait tondre avant de l'interner dans un monastère, profite de la circonstance pour s'échapper et, avec l'aide des Austrasiens, s'empare de la mairie du palais de Neustrie et de Bourgogne qu'il gouverne sous l'autorité apparente de Thierry III. L'Austrasie se choisit comme roi Dagobert II (676-679), que l'on rappelle d'Irlande : il règne avec l'aide de Wulfoald qui avait été tout puissant à la cour de Childéric II. En 679 ou 680 Pépin II, dit Pépin de Herstal, s'empare du pouvoir en Austrasie.
Au cours de cette période troublée, l'évêque Lambert fut déposé au profit d'un certain Pharamond (Faramond), qui dirigea l'église de Tongres-Maastricht pendant sept ans. En 682 Pharamond est déposé à son tour et Pépin II ordonna que Lambert soit replacé sur son siège épiscopal. Il existait probablement un parti hostile à Lambert et à son clan, que la mort de Childéric a renforcé, et que la venue au pouvoir de Pépin II a affaibli. Il est également probable que cette querelle de clan et de pouvoir soit à l'origine de l'assassinat de saint Lambert.
Lambert, en poursuivant la christianisation de cette région frontière du royaume des Francs, avait servi les intérêts de Pépin II, notamment dans sa guerre contre les Frisons. Il soutient la création de nouveaux monastères, dont celui de sainte Landrada (probablement sa parente) à Munsterbilzen. Il était un ami proche de Saint Willibrord d'Utrecht.
Un 17 septembre d'une année inconnue (696, 700 ou 705), mais non postérieure à 705, saint Lambert est assassiné dans le village de Liège par les troupes de Dodon, le domesticus (haut fonctionnaire chargé de la gestion des domaines de l'État) de Pépin II. Le corps de saint Lambert fut ensuite ramené en barque par la Meuse à Maastricht où il fut enterré à côté de son père. Selon l'hagiographie, le saint se vengea lui-même en frappant de maladie ses assassins. Dodon était donc un personnage puissant contre lequel Pépin ne put rien faire. Ce fait peu flatteur pour les Carolingiens fut assez rapidement masqué dans les hagiographies suivantes qui désignèrent Alpaïde, la concubine de Pépin, comme commanditaire, et on fit de Dodon son frère. Le mobile devint le vif reproche fait par l'évêque de cet adultère à Pépin II.
En 1896, lors de l'ouverture de la châsse du saint, le médecin qui examina le crâne constata une blessure profonde à l'occiput.

### Translation de saint Lambert

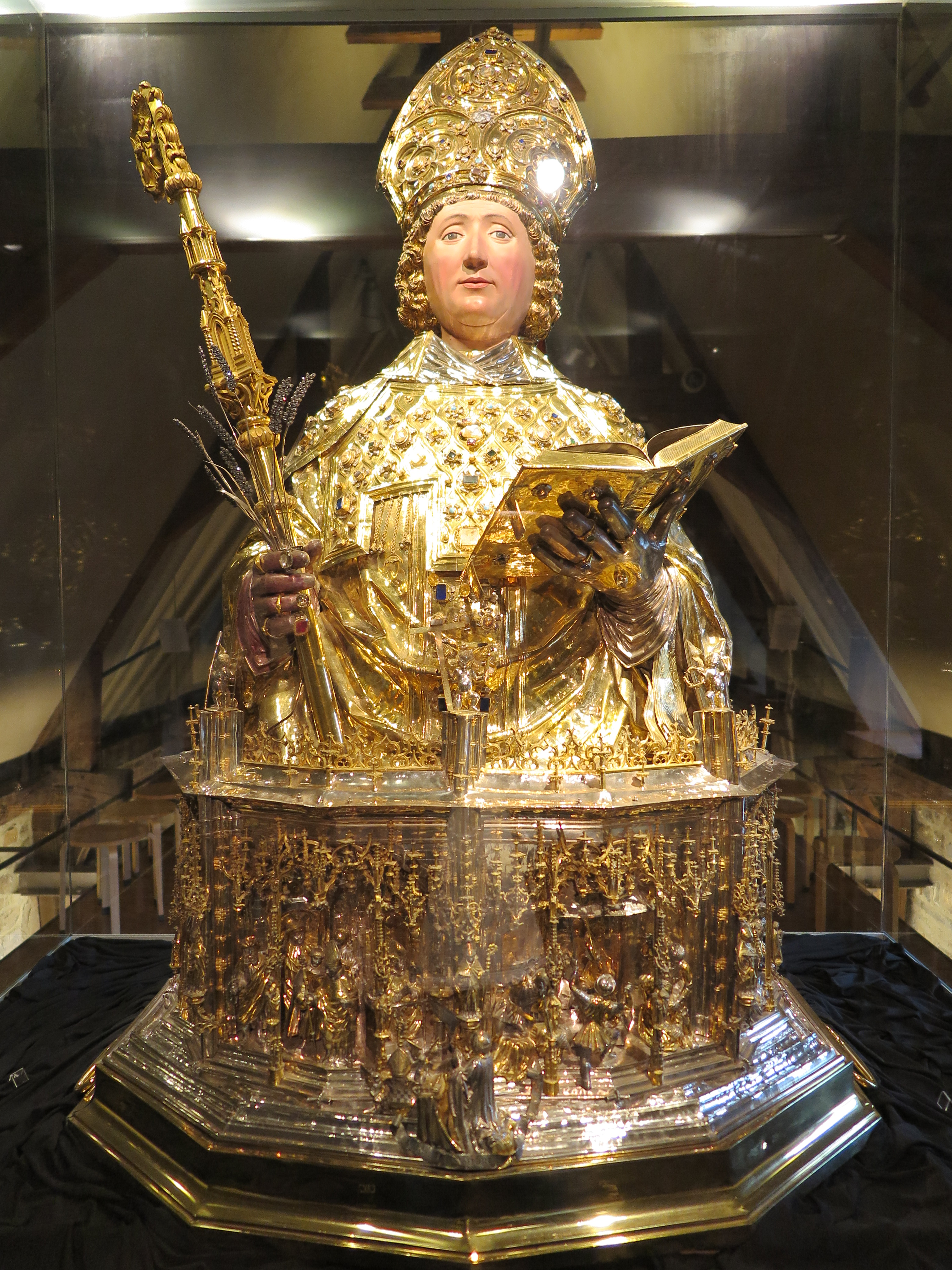
Buste-reliquaire de saint Lambert dans le Trésor de la cathédrale de Liège.

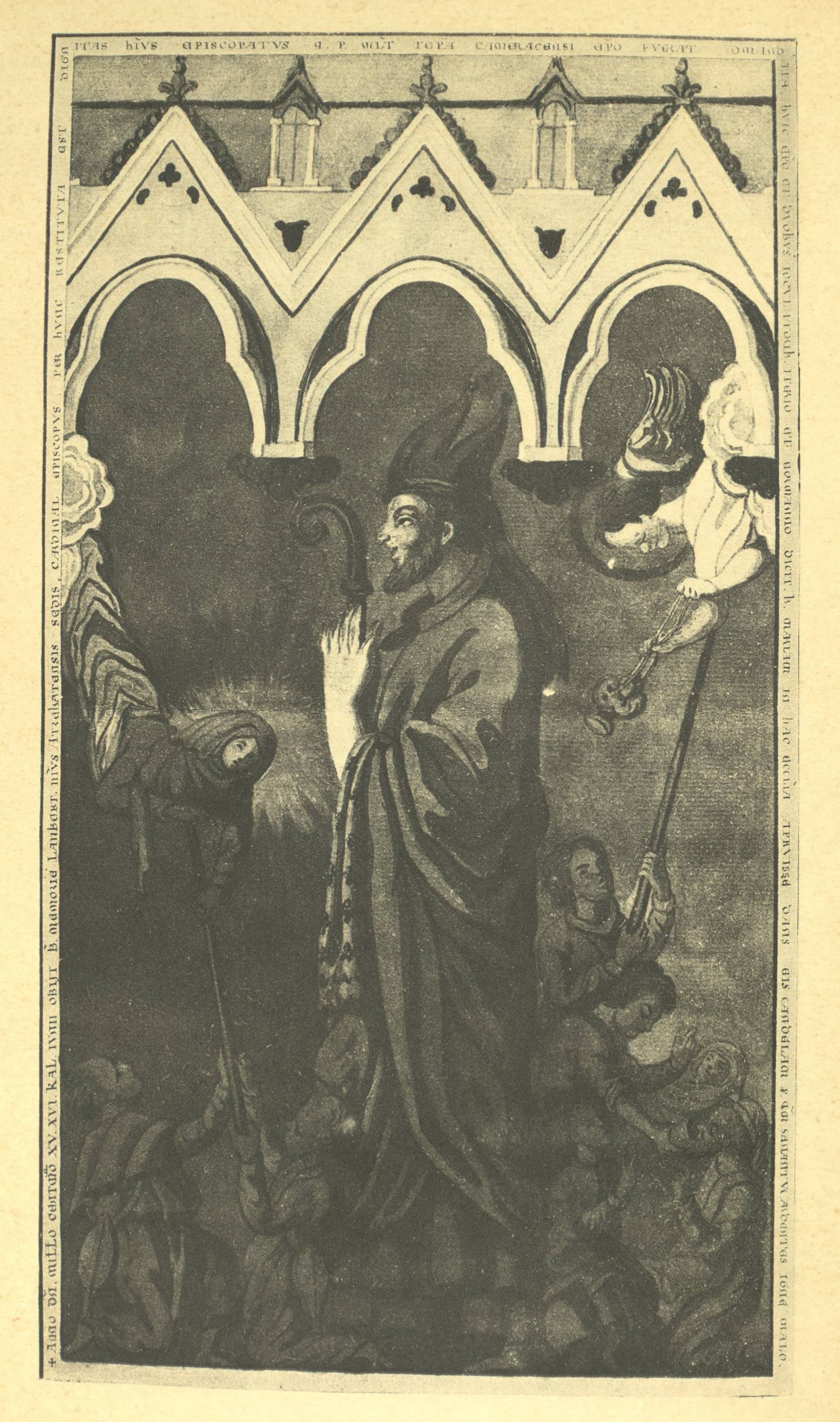
L'Évêque Lambert représenté dans La confrérie des jongleurs d'Arras et le tombeau de l'évêque Lambert.

À l'évêque Lambert succéda son disciple — et peut-être même son parent — Hubert (saint Hubert), membre d'un lignage très proche des Pépinides et vraisemblablement apparenté à ces derniers. L'attentat de Liège semble finalement avoir servi les intérêts de Pépin II en lui permettant de renforcer le contrôle qu'il exerçait sur l'évêché mosan.
Hubert fit transférer les reliques de Lambert de Maastricht à Liège, où il fonda une infrastructure sacrée pour les abriter. En effet, un culte s'était installé sur place, et l'homme du Moyen Âge croyait que c'était Dieu qui désignait les lieux de culte. Cela s'explique peut-être aussi par la proximité géographique des palais de Herstal et Jupille de la famille de Pépin, qui devait vouer un culte important au saint.
Toujours est-il que le VIIIe siècle marqua un tournant pour Liège, qui devint rapidement une agglomération importante. Il est par exemple significatif qu'à partir de la seconde moitié du VIIIe siècle, la ville de Liège soit qualifiée de vicus publicus et que Charlemagne y ait célébré la fête de Pâques en 770.
Ce n'est que bon nombre d'années plus tard, en 985, que naît la principauté de Liège (voir Histoire de la Principauté de Liège), lorsque Notger est nommé par Otton III en tant que premier prince-évêque de Liège.
La cathédrale Notre-Dame-et-Saint-Lambert de Liège fut construite sur les lieux de l'assassinat de saint Lambert.

## Sources
- Vita Lamberti Leodiensis, biographie anonyme la plus ancienne, composée vers 718[7].
- Deux autres versions de la Vita Lamberti sont dues à Sigebert de Gembloux.
- Vita Lamberti Leodiensis au XIIe siècle, BHL 4680, éd. Jean Chapeauville.
- Vita Landiberti episcopi Traiectensis vetustissima.
  - Texte rédigé par un clerc du diocèse qui n'a pas connu personnellement Saint-Lambert mais qui a été en mesure d'interroger des contemporains du prélat. L'auteur écrivait dans le second quart du VIIIe siècle et plus précisément entre 727 et 743 environ.
- Jean-Louis Kupper, Liège et l'Église impériale aux XIe – XIIe siècles, éd. Droz, coll. « Bibliothèque de la Faculté de philosophie et lettres de l'Université de Liège », 1981, 1re éd., 584 p.  (ISBN 2-251-62286-1), [présentation en ligne].
- Jean-Louis Kupper, « Saint Lambert : de l'histoire à la légende en 1984 », dans Revue d'histoire ecclésiastique, t. LXXIX, 1984.